# Zaria (diosa)
Zaria o Zoria es la diosa de la belleza en la mitología eslava. Fue una diosa popular asociada con el amanecer, Zaria era conocida entre sus seguidores como "la diosa celestial". También era conocida como la sacerdotisa del agua que protegía a los guerreros.
Zarya (заря) es la palabra rusa para "amanecer" o "estrella de la mañana".